# Scott Barchard Wilson
Scott Barchard Wilson (1865 – 1923) è stato un ornitologo, esploratore e naturalista britannico.
Nel 1887 venne inviato dal suo professore Alfred Newton a studiare e raccogliere gli uccelli delle Hawaii. Al suo ritorno, con Arthur Humble Evans, scrisse Aves Hawaiienses (1890-1899), illustrato da Frederick William Frohawk.